# Orzechówko (województwo kujawsko-pomorskie)
Orzechówko – wieś w Polsce położona w województwie kujawsko-pomorskim, w powiecie wąbrzeskim, w gminie Ryńsk. Siedziba sołectwa. Według podziału administracyjnego Polski obowiązującego w latach 1975–1998, miejscowość należała do województwa toruńskiego. Według Narodowego Spisu Powszechnego (III 2011 r.) liczyła 310 mieszkańców. Jest dwunastą co do wielkości miejscowością gminy Ryńsk.
W Orzechówku znajduje się niewykorzystywany już cmentarz ewangelicki. Istnieje tu także jednostka Ochotniczej Straży Pożarnej (OSP), która została założona w 1926 roku.